# Rapports Karski
 (octobre 2018).
Si vous disposez d'ouvrages ou d'articles de référence ou si vous connaissez des sites web de qualité traitant du thème abordé ici, merci de compléter l'article en donnant les références utiles à sa vérifiabilité et en les liant à la section « Notes et références ».
Les rapports Karski constituent une série des rapports préparés par Jan Karski. Ils décrivent la situation politique et humanitaire sur les territoires de la Deuxième République polonaise occupée par les Allemands nazis. Avec les rapports Pilecki, ils sont une des premières sources connues sur la Shoah en Pologne.

## Histoire
Les rapports ont été créés dans les années 1940-1943 à la suite d'observations faites par Karski pendant son séjour en Pologne et aussi lors de plusieurs voyages effectués entre les années 1940-1942 (à Varsovie, Cracovie et Zakopane). C’est à ce moment-là qu’il a pénétré deux fois dans le ghetto de Varsovie, contrôlé par l’administration allemande. Pour récolter de nouvelles informations, il s’est introduit dans le camp d'extermination, en costume de soldat allemand, qu'il a identifié, plus tard, comme étant celui nommé Belzec. Après la guerre, il a reconnu que c'était un camp de transit pour les Juifs à Izbica.
La liste des rapports :
- Voyage de l'auteur du rapport (1940)
- Situation générale dans le pays (1940)
- Questions politiques et idéologiques sélectionnées du pays (1940)
- Situation des Juifs dans le pays (1940)
- Mission de Jan Karski à Londres (1942)
- Maintien de l’esprit de combat (1942)
- Note d’information sur l’entretien avec le président F.D. Roosevelt (1943)

Jan Karski a rédigé ses rapports avec son frère Marian Kozielewski. Fin décembre 1939, à la demande de la direction de l’État polonais clandestin, les frères ont terminé le premier rapport intitulé « La situation des Juifs en Pologne sous deux occupations ». Il y décrivait la situation de la communauté juive sous l'occupation de deux agresseurs : allemand et soviétique. Début janvier 1940, ce rapport a été remis au gouvernement polonais en exil par l'intermédiaire du chargé d'affaires M. Dawidowicz, résidant à cette époque à Angers. Le deuxième rapport a été préparé pour les Alliés et le gouvernement polonais en exil au cours des années 1941-1942. Les deux rapports ont joué un rôle important dans la sensibilisation de l’opinion publique des pays de l’ouest au sujet de la Shoah en Pologne sous l’occupation allemande.

## Contenu des rapports
Le premier rapport, dans sa IVe partie intitulée « La Situation des Juifs dans le pays » décrit la vie et les relations des Juifs avec les Allemands et les Polonais. Il contient, non seulement, l’analyse de la situation des Juifs sur les territoires annexés par les Allemands et incorporés dans le Troisième Reich, mais aussi leur situation dans le Gouvernement général de Pologne et les territoires annexés par l'Union soviétique. Le rapport porte, plus précisément, sur l’analyse de la situation humanitaire ainsi que sur des questions politiques. Au début, l'auteur déclare que les aspects discutés n’ont pas le caractère scientifique, mais décrivent la situation actuelle, les sentiments nationaux et les témoignages.
Dans son rapport, Karski estime que la situation la plus défavorable est sur le territoire de la République de Pologne incorporé dans le Troisième Reich, où les Juifs, soumis aux lois raciales allemandes, sont « (...) hors la loi, exclus de la protection des autorités ; officiellement, l’objectif est de les exterminer ou anéantir par la force, la loi et la propagande ». Il précise aussi les restrictions auxquelles les Juifs sont soumis ; les Allemands les obligent à porter des écussons ou des brassards pour marquer leur appartenance ethnique et ils leur interdisent de faire les courses dans les magasins aryens et de se rendre à des endroits publics comme cafés, cinémas, fabriques et magasins, de fabriquer des objets et des marchandises, de sortir après la tombée de la nuit ainsi que de voyager sans autorisation.
La situation des Juifs dans le Gouvernement général de Pologne est décrite par Karski comme plus proche de celle prévalant dans les territoires annexés par le Troisième Reich. Cependant, cette situation est estimée meilleure, par Karski, en raison du plus grand nombre de Juifs, d'un nombre beaucoup moins important d'Allemands et du fait que la population polonaise n'applique pas aux Juifs des formes de répression aussi radicales que les Allemands : « (...) en fait, la population polonaise n’a pas encore la tendance à appliquer de telles méthodes envers les Juifs et à créer une telle ambiance comme le font les Allemands » . Néanmoins, Karski souligne, pourtant, que de temps en temps les Polonais participent également à la répression des Juifs, en particulier sur les territoires incorporés dans le Troisième Reich.
Karski rapporte, d'une manière complètement différente, la situation des Juifs sur les territoires de la Deuxième République de Pologne occupée par l'Union soviétique. Dans le chapitre intitulé « La situation des Juifs sur les territoires occupés par l'Union soviétique », il écrit que les Juifs ne sont ni confrontés à la répression ni au harcèlement vu leur appartenance ethnique. Toutefois, la répression du pouvoir soviétique ne concerne que la classe sociale des riches et des privilégiés. Karski note que sous l'occupation soviétique, il y a un large groupe de Juifs qui, grâce aux communistes, obtiennent une promotion sociale et font carrière dans le parti et les syndicats. D’après lui, ainsi que selon les Polonais qui se sont trouvés sous cette occupation, les autorités soviétiques préfèrent les Juifs ; ceci s'applique principalement aux organisations juives communistes, ainsi qu'aux pauvres de la communauté juive, tels que le prolétariat, les petits commerçants et les artisans. Karski présente d’une manière différente l'état d'esprit de l'intelligentsia juive et celui des Juifs riches qui se souviennent de la Pologne d'avant-guerre « avec une certaine tendresse et ils se féliciteraient d’un changement de l'état actuel des choses, c’est-à-dire, l’indépendance de la Pologne » . Dans son rapport, Karski mentionne également de nombreux incidents où des Polonais ont été dénoncés par les Juifs aux autorités communistes et aux services de sécurité du NKVD : « [les Juifs] dénoncent les Polonais, les étudiants polonais ainsi que les militants politiques polonais, lorsqu'ils organisent le travail de la milice bolchévique depuis leur bureau, quand ils sont des membres de cette organisation et lorsqu’ils compromettent les relations dans l’ancienne Pologne en déformant la vérité. Malheureusement, il faut dire que ces incidents sont très fréquents, beaucoup plus fréquents que ceux qui indiquent leur loyauté envers les Polonais... » .

### Modifications du rapport
Le rapport rédigé par Karski diffère du rapport transmis à Londres par le gouvernement polonais en exil. Ces divergences se situent dans les sections décrivant l'attitude de la population polonaise à l'égard des Juifs sur les territoires occupés par l'Allemagne. Certaines pages du rapport ont été doublées, le sens de leur contenu étant complètement modifié, telle la page 6, ci-dessous dans sa version originale :
Les Juifs ont un ressenti semblable envers les Polonais qu’envers les Allemands. Il est généralement visible qu’ils souhaitent que les Polonais comprennent que les deux peuples (Juifs polonais et Polonais catholiques ndlr) sont injustement opprimées par le même ennemi. Les larges masses de la société polonaise ne le comprennent point. Leur attitude envers les Juifs est généralement sévère, souvent impitoyable. Ils profitent des privilèges que leur donne la nouvelle situation. Ils utilisent fréquemment ces pouvoirs – ils en abusent même souvent. Cela les rapproche un peu aux Allemands.
Nonobstant, sur la page « 6a » ce fragment a été modifié comme ci-dessous  : 
Dans de nombreux cas, l'attitude des Polonais envers les Juifs a changé sous l'influence de ce qui se passe. L’atrocité abominable des Allemands envers cette partie de la population habitant les territoires polonais est souvent soulignée dans les conversations. Dans bien des cas, les Polonais montrent ouvertement de la compassion pour les Juifs. C’est d'autant plus caractéristique qu’une telle manifestation de sentiments peut finir mal –  et ceci est souvent le cas – pour celui qui est sensible aux souffrances d’autrui.

## Réception des rapports
En se basant sur les documents envoyés à Londres sous forme des microfilms (préparés par une section Affaires juives du commandement opérationnel de mouvement de résistance en Pologne, Armia Krajowa) par un courrier de Jan Karski et confirmés par lui-même, le ministre des affaires étrangères du gouvernement polonais en exil Edward Raczyński a, alors, rédigé le premier rapport officiel sur la Shoah, connu sous le nom de la note de Raczyński.
Le 10 décembre 1942, la note, rédigée en anglais, a été envoyée  par le ministre Raczyński aux gouvernements des États signataires de la Déclaration des Nations unies. Fin décembre de la même année, à la demande du ministère des affaires étrangères, la note a été publiée sous forme d’une brochure intitulée « The Mass extermination of Jews in German occupied Poland » (« L’extermination massive des Juifs en Pologne occupée par l'Allemagne nazie »). Elle comptait 16 pages et  contenait également :
- des extraits du discours de Stanisław Mikolajczyk prononcé le 27 novembre lors d'une réunion spéciale du Conseil national et de la résolution qui y a été adoptée,
- du texte de la Déclaration conjointe des Membres des Nations unies du 17 décembre,
- du discours de Raczyński en anglais à la BBC du même jour.

C’est une erreur fréquente de nommer la note du gouvernement polonais en exil, écrite par Edward Raczyński en 1942, « les rapports Karski ». Les rapports originaux ont été dactylographiés à la machine ; ils sont arrivés à l'Ouest sous forme de microfilms et pendant longtemps, ils n'ont pas été imprimés en entier. Néanmoins, les médias l’appellent souvent ainsi. Cette mauvaise interprétation a été diffusée en 2013 par les agences de presse du monde entier à l’occasion de la vente aux enchères, à Paris, d’un des exemplaires de la brochure « The Mass extermination of Jews in German occupied Poland » (« L'extermination massive des Juifs en Pologne occupée par l'Allemagne nazie ») pour 21 000 euros.

## Sources

### Filmographie
- Claude Lanzmann a dédié aux rapports de Karski son film documentaire intitulé « Le Rapport Karski », réalisé en 2010.
- Témoignage de Jan Karski sur le ghetto de Varsovie, Claude Lanzmann